# Bob-Weltcup 2022/23
Der Bob-Weltcup 2022/23 (Sponsorenname: BMW IBSF Weltcup 2022/2023) war die von der International Bobsleigh & Skeleton Federation (IBSF) veranstaltete höchste Wettkampfserie im Bobsport. Der Weltcup begann am 26. November 2022 in Whistler und endete am 19. Februar 2023 in Sigulda.
Neben den traditionellen Wettbewerben Zweierbob (Männer und Frauen) und Viererbob (Männer) waren in dieser Saison erstmals die Rennen im Monobob der Frauen voll in den Weltcup integriert. In den beiden Vorjahren hatte es noch eine eigenständige Monobob-Weltserie gegeben, die sich nur zum Teil mit dem Weltcup überschnitt.
Höhepunkt der Saison waren die Weltmeisterschaften vom 22. Januar bis 5. Februar 2023 in St. Moritz (Schweiz), deren Ergebnisse jedoch nicht zum Weltcup zählten.
Durchgehend am gleichen Ort wurden die Rennen des Skeleton-Weltcups ausgetragen.

## Wettkampfkalender
Nach zwei Jahren Pause aufgrund der COVID-19-Pandemie fanden in dieser Saison erstmals wieder Rennen des Bob-Weltcups in Nordamerika statt.
| # | Datum                           | Land               | Ort            | Wettkampfstätte                      | Frauen | Frauen | Männer | Männer |
| # | Datum                           | Land               | Ort            | Wettkampfstätte                      | 1er    | 2er    | 2er    | 4er    |
| - | ------------------------------- | ------------------ | -------------- | ------------------------------------ | ------ | ------ | ------ | ------ |
| 1 | 21.–27. November 2022           | Kanada             | Whistler       | Whistler Sliding Centre              | ●      | ●      | ●      | ●      |
| 2 | 28. November – 4. Dezember 2022 | Vereinigte Staaten | Park City      | Utah Olympic Park Track              | ●      | ●      | ●      | ●      |
| 3 | 12.–18. Dezember 2022           | Vereinigte Staaten | Lake Placid    | Olympia-Bobbahn Mount Van Hoevenberg | ●      | ●      | ●      | ●      |
| 4 | 2.–8. Januar 2023               | Deutschland        | Winterberg     | Veltins-Eisarena                     | ●      | ●      | ●      | ●      |
| 5 | 9.–15. Januar 2023              | Deutschland        | Altenberg      | Rennschlitten- und Bobbahn Altenberg | ●      | ●      | ●      | ●      |
| 6 | 16.–22. Januar 2023 1           | Deutschland        | Altenberg      | Rennschlitten- und Bobbahn Altenberg | ●      | ●      | ●      | ●      |
| 7 | 6.–12. Februar 2023             | Österreich         | Innsbruck-Igls | Olympia Eiskanal Igls                | ●      | ●      |        | ●●     |
| 8 | 13.–19. Februar 2023            | Lettland           | Sigulda        | Bob- und Rennschlittenbahn Sigulda   | ●      | ●      | ●●     |        |

## Ergebnisse
| 1. Weltcup in Whistler, 25./26. November 2022 | 1. Weltcup in Whistler, 25./26. November 2022                                 | 1. Weltcup in Whistler, 25./26. November 2022                          | 1. Weltcup in Whistler, 25./26. November 2022                              |
| --------------------------------------------- | ----------------------------------------------------------------------------- | ---------------------------------------------------------------------- | -------------------------------------------------------------------------- |
| Disziplin                                     | Erster Platz                                                                  | Zweiter Platz                                                          | Dritter Platz                                                              |
| Frauen-Monobob                                | Bianca Ribi                                                                   | Cynthia Appiah                                                         | Kaillie Humphries                                                          |
| Frauen-Zweier                                 | DeutschlandKim Kalicki Anabel Galander                                        | SchweizMelanie Hasler Nadja Pasternack                                 | Vereinigte StaatenKaillie Humphries Emily Renna                            |
| Männer-Zweier                                 | DeutschlandFrancesco Friedrich Alexander Schüller                             | GroßbritannienBrad Hall Taylor Lawrence                                | DeutschlandJohannes Lochner Erec Bruckert                                  |
| Männer-Vierer                                 | DeutschlandFrancesco Friedrich Alexander Schüller Thorsten Margis Candy Bauer | GroßbritannienBrad Hall Gregory Cackett Arran Gulliver Taylor Lawrence | KanadaTaylor Austin Cyrus Gray Davidson De Souza Shaquille Murray-Lawrence |

| 2. Weltcup in Park City, 2./3. Dezember 2022 | 2. Weltcup in Park City, 2./3. Dezember 2022                                  | 2. Weltcup in Park City, 2./3. Dezember 2022                                | 2. Weltcup in Park City, 2./3. Dezember 2022                               |
| -------------------------------------------- | ----------------------------------------------------------------------------- | --------------------------------------------------------------------------- | -------------------------------------------------------------------------- |
| Disziplin                                    | Erster Platz                                                                  | Zweiter Platz                                                               | Dritter Platz                                                              |
| Frauen-Monobob                               | Kaillie Humphries                                                             | Lisa Buckwitz                                                               | Cynthia Appiah                                                             |
| Frauen-Zweier                                | DeutschlandKim Kalicki Leonie Fiebig                                          | DeutschlandLaura Nolte Lena Neunecker                                       | Vereinigte StaatenKaillie Humphries Jasemine Jones                         |
| Männer-Zweier                                | DeutschlandFrancesco Friedrich Thorsten Margis                                | GroßbritannienBrad Hall Taylor Lawrence                                     | SchweizMichael Vogt Sandro Michel                                          |
| Männer-Vierer                                | DeutschlandFrancesco Friedrich Candy Bauer Thorsten Margis Alexander Schüller | DeutschlandJohannes Lochner Christian Rasp Erec Bruckert Georg Fleischhauer | DeutschlandChristoph Hafer Matthias Sommer Tobias Schneider Michael Salzer |

| 3. Weltcup in Lake Placid, 17./18. Dezember 2022 | 3. Weltcup in Lake Placid, 17./18. Dezember 2022                       | 3. Weltcup in Lake Placid, 17./18. Dezember 2022                        | 3. Weltcup in Lake Placid, 17./18. Dezember 2022                        |
| ------------------------------------------------ | ---------------------------------------------------------------------- | ----------------------------------------------------------------------- | ----------------------------------------------------------------------- |
| Disziplin                                        | Erster Platz                                                           | Zweiter Platz                                                           | Dritter Platz                                                           |
| Frauen-Monobob                                   | Laura Nolte                                                            | Kaillie Humphries                                                       | Lisa Buckwitz                                                           |
| Frauen-Zweier                                    | Vereinigte StaatenKaillie Humphries Kaysha Love                        | DeutschlandLaura Nolte Lena Neunecker                                   | DeutschlandKim Kalicki Anabel Galander                                  |
| Männer-Zweier                                    | DeutschlandJohannes Lochner Georg Fleischhauer                         | DeutschlandFrancesco Friedrich Alexander Schüller                       | SchweizMichael Vogt Sandro Michel                                       |
| Männer-Vierer                                    | GroßbritannienBrad Hall Taylor Lawrence Arran Gulliver Gregory Cackett | DeutschlandFrancesco Friedrich Felix Straub Candy Bauer Thorsten Margis | DeutschlandChristoph Hafer Tobias Schneider Michael Salzer Kevin Korona |

| 4. Weltcup in Winterberg, 7./8. Januar 2023 | 4. Weltcup in Winterberg, 7./8. Januar 2023                                   | 4. Weltcup in Winterberg, 7./8. Januar 2023                            | 4. Weltcup in Winterberg, 7./8. Januar 2023                            |
| ------------------------------------------- | ----------------------------------------------------------------------------- | ---------------------------------------------------------------------- | ---------------------------------------------------------------------- |
| Disziplin                                   | Erster Platz                                                                  | Zweiter Platz                                                          | Dritter Platz                                                          |
| Frauen-Monobob                              | Laura Nolte                                                                   | Kaillie Humphries                                                      | Kim Kalicki                                                            |
| Frauen-Zweier                               | DeutschlandLaura Nolte Neele Schuten                                          | DeutschlandLisa Buckwitz Kira Lipperheide                              | DeutschlandKim Kalicki Leonie Fiebig                                   |
| Männer-Zweier                               | DeutschlandJohannes Lochner Georg Fleischhauer                                | SchweizMichael Vogt Sandro Michel                                      | GroßbritannienBrad Hall Taylor Lawrence                                |
| Männer-Vierer                               | DeutschlandFrancesco Friedrich Thorsten Margis Candy Bauer Alexander Schüller | GroßbritannienBrad Hall Gregory Cackett Taylor Lawrence Arran Gulliver | DeutschlandJohannes Lochner Christian Rasp Florian Bauer Erec Bruckert |

| 5. Weltcup in Altenberg, 14./15. Januar 2023 | 5. Weltcup in Altenberg, 14./15. Januar 2023                           | 5. Weltcup in Altenberg, 14./15. Januar 2023                             | 5. Weltcup in Altenberg, 14./15. Januar 2023                                |
| -------------------------------------------- | ---------------------------------------------------------------------- | ------------------------------------------------------------------------ | --------------------------------------------------------------------------- |
| Disziplin                                    | Erster Platz                                                           | Zweiter Platz                                                            | Dritter Platz                                                               |
| Frauen-Monobob                               | Kaillie Humphries                                                      | Laura Nolte                                                              | Cynthia Appiah                                                              |
| Frauen-Zweier                                | DeutschlandLisa Buckwitz Kira Lipperheide                              | DeutschlandKim Kalicki Leonie Fiebig                                     | Vereinigte StaatenKaillie Humphries Jasemine Jones                          |
| Männer-Zweier                                | DeutschlandJohannes Lochner Georg Fleischhauer                         | GroßbritannienBrad Hall Taylor Lawrence                                  | DeutschlandFrancesco Friedrich Alexander Schüller                           |
| Männer-Vierer                                | GroßbritannienBrad Hall Arran Gulliver Taylor Lawrence Gregory Cackett | DeutschlandChristoph Hafer Kevin Korona Matthias Sommer Tobias Schneider | DeutschlandJohannes Lochner Erec Bruckert Georg Fleischhauer Christian Rasp |

| 6. Weltcup und Europameisterschaft in Altenberg, 21./22. Januar 2023 | 6. Weltcup und Europameisterschaft in Altenberg, 21./22. Januar 2023   | 6. Weltcup und Europameisterschaft in Altenberg, 21./22. Januar 2023    | 6. Weltcup und Europameisterschaft in Altenberg, 21./22. Januar 2023 |
| -------------------------------------------------------------------- | ---------------------------------------------------------------------- | ----------------------------------------------------------------------- | -------------------------------------------------------------------- |
| Disziplin                                                            | Erster Platz                                                           | Zweiter Platz                                                           | Dritter Platz                                                        |
| Frauen-Monobob                                                       | Kaillie Humphries                                                      | Laura Nolte                                                             | Breeana Walker                                                       |
| Frauen-Zweier                                                        | Vereinigte StaatenKaillie Humphries Kaysha Love                        | DeutschlandLaura Nolte Neele Schuten                                    | SchweizMelanie Hasler Nadja Pasternack                               |
| Männer-Zweier                                                        | DeutschlandJohannes Lochner Erec Bruckert                              | SchweizMichael Vogt Sandro Michel                                       | DeutschlandFrancesco Friedrich Alexander Schüller                    |
| Männer-Vierer                                                        | GroßbritannienBrad Hall Taylor Lawrence Arran Gulliver Gregory Cackett | DeutschlandFrancesco Friedrich Thorsten Margis Felix Straub Candy Bauer | SchweizMichael Vogt Sandro Michel Alain Knuser Cyril Bieri           |

| 7. Weltcup in Innsbruck-Igls, 11./12. Februar 2023 | 7. Weltcup in Innsbruck-Igls, 11./12. Februar 2023                            | 7. Weltcup in Innsbruck-Igls, 11./12. Februar 2023                     | 7. Weltcup in Innsbruck-Igls, 11./12. Februar 2023                     |
| -------------------------------------------------- | ----------------------------------------------------------------------------- | ---------------------------------------------------------------------- | ---------------------------------------------------------------------- |
| Disziplin                                          | Erster Platz                                                                  | Zweiter Platz                                                          | Dritter Platz                                                          |
| Frauen-Monobob                                     | Lisa Buckwitz                                                                 | Breeana Walker                                                         | Cynthia Appiah                                                         |
| Frauen-Zweier                                      | DeutschlandLaura Nolte Neele Schuten                                          | DeutschlandKim Kalicki Leonie Fiebig                                   | SchweizMelanie Hasler Nadja Pasternack                                 |
| Männer-Vierer                                      | DeutschlandFrancesco Friedrich Thorsten Margis Candy Bauer Alexander Schüller | GroßbritannienBrad Hall Arran Gulliver Taylor Lawrence Gregory Cackett | DeutschlandJohannes Lochner Florian Bauer Erec Bruckert Joshua Tasche  |
| Männer-Vierer                                      | DeutschlandFrancesco Friedrich Thorsten Margis Candy Bauer Alexander Schüller | GroßbritannienBrad Hall Arran Gulliver Taylor Lawrence Gregory Cackett | DeutschlandJohannes Lochner Florian Bauer Erec Bruckert Christian Rasp |

| 8. Weltcup in Sigulda, 18./19. Februar 2023 | 8. Weltcup in Sigulda, 18./19. Februar 2023    | 8. Weltcup in Sigulda, 18./19. Februar 2023       | 8. Weltcup in Sigulda, 18./19. Februar 2023     |
| ------------------------------------------- | ---------------------------------------------- | ------------------------------------------------- | ----------------------------------------------- |
| Disziplin                                   | Erster Platz                                   | Zweiter Platz                                     | Dritter Platz                                   |
| Frauen-Monobob                              | Kaillie Humphries                              | Kim Kalicki                                       | Ying Qing Cynthia Appiah                        |
| Frauen-Zweier                               | DeutschlandLaura Nolte Neele Schuten           | DeutschlandKim Kalicki Anabel Galander            | Vereinigte StaatenKaillie Humphries Kaysha Love |
| Männer-Zweier                               | DeutschlandJohannes Lochner Georg Fleischhauer | DeutschlandFrancesco Friedrich Alexander Schüller | DeutschlandMaximilian Illmann Joshua Tasche     |
| Männer-Zweier                               | DeutschlandJohannes Lochner Georg Fleischhauer | DeutschlandFrancesco Friedrich Thorsten Margis    | SchweizMichael Vogt Sandro Michel               |

## Gesamtwertung

### Frauen Monobob
| Rang | Pilot              | WHI | PAC | LPC | WIB | AB1 | AB2 | IGL | SIG | Punkte |
| ---- | ------------------ | --- | --- | --- | --- | --- | --- | --- | --- | ------ |
| 01   | Kaillie Humphries  | 3   | 1   | 2   | 2   | 1   | 1   | 4   | 1   | 1712   |
| 02   | Laura Nolte        | 7   | 4   | 1   | 1   | 2   | 2   | 5   | 6   | 1590   |
| 03   | Cynthia Appiah     | 2   | 3   | 9   | 8   | 3   | 5   | 3   | 3   | 1506   |
| 04   | Kim Kalicki        | 5   | 6   | 5   | 3   | 7   | 7   | 8   | 2   | 1450   |
| 05   | Melanie Hasler     | 4   | 5   | 4   | 7   | –   | 8   | 7   | 5   | 1248   |
| 06   | Lisa Buckwitz      | 9   | 2   | 3   | 4   | 4   | dnf | 1   | –   | 1171   |
| 07   | Nicole Vogt        | 6   | 8   | 7   | 12  | 10  | 10  | 11  | –   | 1056   |
| 08   | Bianca Ribi        | 1   | 7   | 6   | 9   | 9   | 14  | –   | –   | 0985   |
| 09   | Qing Ying          | –   | –   | –   | 10  | 6   | 4   | 5   | 3   | 0896   |
| 10   | Andreea Grecu      | –   | –   | –   | 6   | 8   | 6   | 10  | 7   | 0824   |
| 11   | Breeana Walker     | –   | –   | –   | 5   | 5   | 3   | 2   | –   | 0778   |
| 12   | Riley Compton      | 8   | 9   | 8   | 15  | –   | –   | 14  | –   | 0688   |
| 13   | Mingming Huai      | –   | –   | –   | 11  | –   | 11  | 9   | 8   | 0584   |
| 14   | Viktória Čerňanská | –   | –   | –   | 13  | –   | 13  | 12  | 9   | 0520   |
| 15   | Georgeta Popescu   | –   | –   | –   | 14  | –   | 12  | 16  | –   | 0336   |
| 16   | Martina Fontanive  | –   | –   | –   | –   | –   | 9   | –   | –   | 0152   |

### Frauen Zweierbob
| Rang | Pilot              | WHI | PAC | LPC | WIB | AB1 | AB2 | IGL | SIG | Punkte |
| ---- | ------------------ | --- | --- | --- | --- | --- | --- | --- | --- | ------ |
| 01   | Laura Nolte        | 4   | 2   | 2   | 1   | 3   | 2   | 1   | 1   | 1697   |
| 02   | Kim Kalicki        | 1   | 1   | 3   | 3   | 2   | 4   | 2   | 2   | 1672   |
| 03   | Kaillie Humphries  | 3   | 3   | 1   | 4   | 3   | 1   | 4   | 3   | 1634   |
| 04   | Melanie Hasler     | 2   | 6   | 6   | 7   | –   | 3   | 3   | 5   | 1314   |
| 05   | Cynthia Appiah     | 6   | 7   | 7   | 9   | dsq | 7   | 9   | 6   | 1160   |
| 06   | Lisa Buckwitz      | –   | 4   | 5   | 2   | 1   | dns | 5   | –   | 0995   |
| 07   | Bianca Ribi        | 5   | 5   | 4   | 12  | 7   | 12  | –   | –   | 0984   |
| 08   | Nicole Vogt        | 7   | 8   | 8   | 13  | –   | 11  | 10  | –   | 0888   |
| 09   | Andreea Grecu      | –   | –   | –   | 6   | 5   | 5   | 6   | 8   | 0880   |
| 10   | Qing Ying          | –   | –   | –   | 11  | 6   | 6   | 7   | 4   | 0848   |
| 11   | Mingming Huai      | –   | –   | –   | 8   | –   | 8   | 8   | 7   | 0648   |
| 12   | Viktória Čerňanská | –   | –   | –   | 14  | –   | 9   | 12  | 9   | 0544   |
| 13   | Riley Compton      | dnf | 9   | 9   | 15  | –   | –   | 11  | –   | 0544   |
| 14   | Georgeta Popescu   | –   | –   | –   | 16  | –   | 10  | dns | –   | 0240   |
| 15   | Breeana Walker     | –   | –   | –   | 5   | –   | –   | –   | –   | 0184   |
| 16   | Martina Fontanive  | –   | –   | –   | 10  | –   | dnf | –   | –   | 0144   |
| 17   | Nikki McSweeney    | –   | –   | –   | –   | –   | –   | 13  | –   | 0120   |

### Frauen Kombination
Für die Wertung der Kombination werden die Punkte aus den Ergebnissen des Mono- und Zweierbobs addiert.
| Rang | Pilot              | Mono | 2er  | Gesamtpunkte |
| ---- | ------------------ | ---- | ---- | ------------ |
| 01   | Kaillie Humphries  | 1712 | 1634 | 3346         |
| 02   | Laura Nolte        | 1590 | 1697 | 3287         |
| 03   | Kim Kalicki        | 1450 | 1672 | 3122         |
| 04   | Cynthia Appiah     | 1506 | 1160 | 2666         |
| 05   | Melanie Hasler     | 1248 | 1314 | 2562         |
| 06   | Lisa Buckwitz      | 1171 | 0995 | 2166         |
| 07   | Bianca Ribi        | 0985 | 0984 | 1969         |
| 08   | Nicole Vogt        | 1056 | 0888 | 1944         |
| 09   | Qing Ying          | 0896 | 0848 | 1744         |
| 10   | Andreea Grecu      | 0824 | 0880 | 1704         |
| 11   | Mingming Huai      | 0584 | 0648 | 1232         |
| 12   | Riley Compton      | 0688 | 0544 | 1232         |
| 13   | Viktória Čerňanská | 0520 | 0544 | 1064         |
| 14   | Breeana Walker     | 0778 | 0184 | 0962         |
| 15   | Georgeta Popescu   | 0336 | 0240 | 0576         |
| 16   | Martina Fontanive  | 0152 | 0144 | 0296         |

### Männer Zweierbob
| Rang | Pilot                   | WHI | PAC | LPC | WIB | AB1 | AB2 | SI1 | SI2 | Punkte |
| ---- | ----------------------- | --- | --- | --- | --- | --- | --- | --- | --- | ------ |
| 01   | Johannes Lochner        | 03  | 04  | 01  | 01  | 01  | 01  | 01  | 01  | 1742   |
| 02   | Francesco Friedrich     | 01  | 01  | 02  | 06  | 03  | 03  | 02  | 02  | 1656   |
| 03   | Brad Hall               | 02  | 02  | 05  | 03  | 02  | 04  | 05  | 04  | 1582   |
| 04   | Michael Vogt            | 04  | 03  | 03  | 02  | –   | 02  | 06  | 03  | 1388   |
| 05   | Markus Treichl          | 07  | 08  | 06  | 09  | 05  | 13  | 13  | 07  | 1248   |
| 06   | Christoph Hafer         | 05  | 05  | 04  | 04  | 04  | 05  | –   | –   | 1128   |
| 07   | Emīls Cipulis           | –   | –   | –   | 07  | 06  | 07  | 04  | 08  | 0864   |
| 08   | Taylor Austin           | 06  | 09  | 09  | 11  | 09  | 17  | –   | –   | 0856   |
| 09   | Cédric Follador         | 09  | 12  | 11  | –   | –   | 12  | 11  | 10  | 0824   |
| 10   | Adam Dobeš              | –   | 11  | –   | 16  | 10  | 18  | 10  | 12  | 0728   |
| 11   | Li Chunjian             | –   | –   | –   | 14  | 07  | 15  | 08  | 06  | 0720   |
| 12   | Simon Friedli           | 08  | 06  | 07  | 05  | –   | –   | –   | –   | 0688   |
| 13   | Jēkabs Kalenda          | –   | –   | –   | 14  | dnf | 16  | 09  | 11  | 0496   |
| 14   | Patrick Baumgartner     | –   | –   | –   | –   | –   | 08  | 07  | 09  | 0480   |
| 15   | Frank DelDuca           | 10  | 07  | 08  | –   | –   | –   | –   | –   | 0472   |
| 16   | Dominik Dvořák          | –   | –   | –   | 08  | 11  | 11  | –   | –   | 0432   |
| 17   | Mattia Variola          | –   | –   | –   | 12  | 08  | 14  | –   | –   | 0408   |
| 18   | Timo Rohner             | –   | –   | –   | 10  | –   | 06  | –   | –   | 0320   |
| 19   | Geoffrey Gadbois        | –   | 10  | 10  | –   | –   | –   | –   | –   | 0288   |
| 20   | Dražen Silić            | –   | –   | –   | 18  | 12  | 19  | –   | –   | 0282   |
| 21   | Mihai Țentea            | –   | –   | –   | 12  | –   | 10  | –   | –   | 0272   |
| 22   | Matej Behounek          | –   | –   | –   | –   | –   | –   | 12  | 13  | 0248   |
| 23   | Maximilian Illmann      | –   | –   | –   | –   | –   | –   | 03  | –   | 0200   |
| 24   | Adam Ammour             | –   | –   | –   | –   | –   | –   | –   | 04  | 0192   |
| 25   | Romain Heinrich         | –   | –   | –   | –   | –   | 08  | –   | –   | 0160   |
| 26   | Edson Luques Bindilatti | –   | –   | 12  | –   | –   | –   | –   | –   | 0128   |
| 27   | Pat Norton              | –   | –   | 13  | –   | –   | –   | –   | –   | 0120   |
| 28   | Axel Brown              | –   | 13  | –   | –   | –   | –   | –   | –   | 0120   |
| 29   | Martin Kranz            | –   | –   | –   | 17  | –   | –   | –   | –   | 0088   |

### Männer Viererbob
| Rang | Pilot                   | WHI | PAC | LPC | WIB | AB1 | AB2 | IG1 | IG2 | Punkte |
| ---- | ----------------------- | --- | --- | --- | --- | --- | --- | --- | --- | ------ |
| 01   | Francesco Friedrich     | 1   | 1   | 2   | 1   | 4   | 2   | 1   | 1   | 1737   |
| 02   | Brad Hall               | 2   | 4   | 1   | 2   | 1   | 1   | 2   | 2   | 1707   |
| 03   | Johannes Lochner        | 6   | 2   | 4   | 3   | 3   | 4   | 3   | 3   | 1570   |
| 04   | Markus Treichl          | 5   | 6   | 8   | 6   | 5   | 5   | 5   | 5   | 1432   |
| 05   | Michael Vogt            | 4   | 5   | 10  | 5   | –   | 3   | 8   | 6   | 1240   |
| 06   | Christoph Hafer         | dnf | 3   | 3   | 4   | 2   | 6   | 6   | –   | 1154   |
| 07   | Cédric Follador         | 7   | 8   | 5   | 7   | –   | 9   | 11  | 10  | 1112   |
| 08   | Taylor Austin           | 3   | 9   | 6   | 9   | 8   | 13  | –   | –   | 0960   |
| 09   | Emīls Cipulis           | –   | –   | –   | 14  | 6   | 7   | 4   | 4   | 0840   |
| 10   | Adam Dobeš              | –   | 11  | –   | 16  | 11  | 16  | 12  | 14  | 0704   |
| 11   | Jēkabs Kalenda          | –   | –   | –   | 12  | 9   | 12  | 10  | 11  | 0688   |
| 12   | Frank DelDuca           | 8   | 7   | 6   | –   | –   | –   | dsq | 8   | 0664   |
| 13   | Simon Friedli           | 9   | 9   | 9   | 11  | –   | –   | –   | –   | 0592   |
| 14   | Li Chunjian             | –   | –   | –   | 10  | 10  | –   | 13  | 11  | 0544   |
| 15   | Patrick Baumgartner     | –   | –   | –   | –   | –   | 10  | 6   | 6   | 0496   |
| 16   | Dominik Dvořák          | –   | –   | –   | 8   | 7   | 11  | –   | –   | 0464   |
| 17   | Mihai Țentea            | –   | –   | –   | 13  | –   | 8   | 16  | 18  | 0456   |
| 18   | Geoffrey Gadbois        | –   | 11  | 12  | –   | –   | –   | 17  | 17  | 0432   |
| 19   | Mattia Variola          | –   | –   | –   | 15  | dnf | 15  | 15  | 15  | 0416   |
| 20   | Timo Rohner             | –   | –   | –   | –   | –   | 14  | 9   | 13  | 0384   |
| 21   | Pat Norton              | –   | –   | 11  | –   | –   | –   | 14  | 16  | 0344   |
| 22   | Matej Behounek          | –   | –   | –   | –   | –   | –   | 17  | 19  | 0162   |
| 23   | Nico Semmler            | –   | –   | –   | –   | –   | –   | –   | 9   | 0162   |
| 24   | David Baechler          | –   | –   | –   | –   | –   | –   | 19  | 20  | 0142   |
| 25   | Drazen Silic            | –   | –   | –   | –   | –   | –   | 20  | 21  | 0130   |
| 26   | Edson Luques Bindilatti | –   | –   | dnf | –   | –   | –   | –   | –   | 0000   |

### Männer Kombination
Für die Wertung der Kombination werden die Punkte aus den Ergebnissen des Zweier- und Viererbobs addiert.
| Rang | Pilot               | 2er  | 4er  | Gesamtpunkte |
| ---- | ------------------- | ---- | ---- | ------------ |
| 01   | Francesco Friedrich | 1656 | 1737 | 3393         |
| 02   | Johannes Lochner    | 1742 | 1570 | 3312         |
| 03   | Brad Hall           | 1482 | 1707 | 3289         |
| 04   | Markus Treichl      | 1248 | 1432 | 2680         |
| 05   | Michael Vogt        | 1388 | 1240 | 2628         |
| 06   | Christoph Hafer     | 1128 | 1154 | 2282         |
| 07   | Cédric Follador     | 0824 | 1112 | 1936         |
| 08   | Taylor Austin       | 0856 | 0960 | 1816         |
| 09   | Emīls Cipulis       | 0864 | 0840 | 1704         |
| 10   | Adam Dobeš          | 0728 | 0704 | 1432         |
| 11   | Simon Friedli       | 0688 | 0592 | 1280         |
| 12   | Li Chunjian         | 0720 | 0544 | 1264         |
| 13   | Jēkabs Kalenda      | 0496 | 0688 | 1184         |
| 14   | Frank DelDuca       | 0472 | 0664 | 1136         |
| 15   | Patrick Baumgartner | 0480 | 0496 | 0976         |
| 16   | Dominik Dvořák      | 0432 | 0496 | 0896         |
| 17   | Mattia Variola      | 0408 | 0416 | 0824         |
| 18   | Mihai Țentea        | 0272 | 0456 | 0728         |
| 19   | Geoffrey Gadbois    | 0288 | 0432 | 0720         |
| 20   | Timo Rohner         | 0320 | 0384 | 0704         |
| 21   | Pat Norton          | 0120 | 0344 | 0464         |
| 22   | Drazen Silic        | 0282 | 0130 | 0412         |
| 23   | Matej Behounek      | 0248 | 0162 | 0410         |